# All Mitsubishi Lions
All Mitsubishi Lions est un club japonais de football américain basé à Hachiōji et évoluant au Japon. 

## Dénomination
De 2001 à 2002, l'équipe était simplement connue sous le nom de Lions. À partir de 2003, l'équipe a été sponsorisée par Mitsubishi et a donc été rebaptisée All Mitsubishi Lions. 

## Histoire de l'équipe
- 2001 Création de l'équipe. Premièrement nommés les Lions, ils terminent 4e de la division centrale (2 victoires, 3 défaites).
- 2002 Termine 3e dans la division Est (3 victoires, 2 défaites).
- 2003 Nouveau parrainage avec Mitsubishi Electric. L'équipe est renommée All Mitsubishi Lions. Termine 4e de la division centrale (1 victoire, 3 défaites, 1 match nul).
- 2004 Termine 3e dans la division Est (1 victoire, 2 défaites, 2 égalités).
- 2010 Termine 4e de la division Est (2 victoires, 3 défaites).
- 2011 Termine 3e dans la division Est (3 victoires, 2 défaites). Avance à la 2e étape Super9 pour la première fois dans l'histoire de l'équipe. Match de 2ème étape perdu contre Obic Seagulls 0-49 et Asahi Soft Drinks 3-24.
- 2012 Termine 5e de la division centrale (1 victoire, 4 défaites).
- 2013 Termine 4e de la division centrale (2 victoires, 3 défaites). Qualifié pour la 2ème étape Battle9. Avance à la finale Battle9 où ils gagnent contre les Finies Elecom Kobe 24-21.
- 2014 Termine 4e de la division centrale (2 victoires, 3 défaites). Avance à la finale de Battle9 où ils gagnent contre l'As One Black Eagles 35-10.
- 2015 Termine 4e de la division Est (2 victoires, 3 défaites). Avance à la finale Battle9 pour la troisième année consécutive où ils ont battu les As One Black Eagles 24-21.

## Palmarès
| Champions de la X-League (en) (1987–présent) | Champions de Division | Finale / Demi-finales | Place en Wild Card |

| Saison | Division | Saison régulière | Saison régulière | Saison régulière | Saison régulière | Résultats de fin de saison | Récompenses                                                          | Entraîneurs                                                          |
| ------ | -------- | ---------------- | ---------------- | ---------------- | ---------------- | --- | -------------------------------------------------------------------- | -------------------------------------------------------------------- |
| Saison | Division | Résultat         | Victoires        | Défaites         | Nuls             | Résultats de fin de saison | Récompenses                                                          | Entraîneurs                                                          |
| 2007   | Est      | 4e               | 2                | 3                | 0                | |                                                                      |                                                                      |
| 2008   | Centre   | 4e               | 3                | 5                | 0                | |                                                                      |                                                                      |
| 2009   | Est      | 4e               | 2                | 5                | 0                | Victoire Match de classement (Bullseyes-Tokyo) 24-0 Défaite au match de classement (Hurricanes AFC) 14-31                                                   |                                                                      |                                                                      |
| 2010   | Est      | 4e               | 3                | 5                | 0                | Victoire Match de classement (Nihon Unisys) 27-14 Victoire Match de classement (Hurricanes AFC) 7-0                                                         |                                                                      |                                                                      |
| 2011   | Est      | 3e               | 3                | 4                | 0                | Défaite Match de classement (Obic) 0-49 Défaite Match de classement (Asahi Soft Drinks) 3-24                                                                |                                                                      |                                                                      |
| 2012   | Centre   | 5e               | 2                | 5                | 0                | Victoire Match de classement (Bullseyes-Tokyo) 12-0 Victoire Match de classement (à Nihon Unisys) 30-27                                                     |                                                                      | Akira Hayashi                                                        |
| 2013   | Central  | 4e               | 3                | 5                | 0                | Victoire Match de classement (Hurricanes) 48-0 Won Match de classement (à Tokyo Gas) 28-7 Victoire Finale du Battle9 (Elecom Kobe) 24-21                    |                                                                      | Akira Hayashi                                                        |
| 2014   | Centre   | 4e               | 3                | 5                | 0                | Victoire Match de classement (Hurricanes) 61-0 VictoireMatch de classement (Tokyo Gas) 42-17 Victoire Finale du Battle9 (As One) 35-10                      |                                                                      | Akira Hayashi                                                        |
| 2015   | Est      | 4e               | 2                | 4                | 1                | Victoire Match de classement (Hurricanes) 70-3 Victoire Match de classement (Bulls Football Club) 52-21 Victoire Finale du Battle9 (One Black Eagles) 24-21 |                                                                      | Akira Hayashi                                                        |
| 2016   | Est      | 4e               | 6                | 3                | 0                | Défaite du match Wildcard (Asahi Soft Drinks) 6-20 Défaite au match de classification Battle9/Super9 (Asahi Beer) 0-17                                      |                                                                      | Akira Hayashi                                                        |
| 2017   | Centre   | 4e               | 6                | 3                | 0                | Victoire au match Wildcard (Asahi Beer) 20-17 Défaite au match de quart de finale (Panasonic) 3-20                                                          |                                                                      | Akira Hayashi                                                        |
| 2018   | Est      | 4e               | 4                | 6                | 0                | Victoire au match Wildcard (Asahi Beer) 17-6 Défaite match de quart de finale (Fujitsu Frontiers) 7-35                                                      |                                                                      | Akira Hayashi                                                        |
| 2019   | X1 Super | 8e               | 2                | 8                | 0                | |                                                                      | Akira Hayashi                                                        |
| Total  | Total    | Total            | 41               | 61               | 1                | (2007–2019, bilan des saisons régulières) | (2007–2019, bilan des saisons régulières)                            | (2007–2019, bilan des saisons régulières)                            |
| Total  | Total    | Total            | 16               | 7                | 0                | (2007–2019, bilan des phases éliminatoires) | (2007–2019, bilan des phases éliminatoires)                          | (2007–2019, bilan des phases éliminatoires)                          |
| Total  | Total    | Total            | 57               | 68               | 1                | (2007–2019, bilan global, saisons régulières + phases éliminatoires)                                                                                        | (2007–2019, bilan global, saisons régulières + phases éliminatoires) | (2007–2019, bilan global, saisons régulières + phases éliminatoires) |